# East Conemaugh
East Conemaugh es un borough ubicado en el condado de Cambria en el estado estadounidense de Pensilvania. En el año 2000 tenía una población de 1,291 habitantes y una densidad poblacional de 1,771.8 personas por km².

## Geografía
East Conemaugh se encuentra ubicado en las coordenadas 40°20′51″N 78°53′9″O / 40.34750, -78.88583.

## Demografía
Según la Oficina del Censo en 2000 los ingresos medios por hogar en la localidad eran de $23,478 y los ingresos medios por familia eran $30,357. Los hombres tenían unos ingresos medios de $23,529 frente a los $19,479 para las mujeres. La renta per cápita para la localidad era de $12,636. Alrededor del 21.1% de la población estaba por debajo del umbral de pobreza.